# خوسيه أسبرتسا
خوسيه أسبرتسا (بالإسبانية: José Esparza)‏ هو عالم فيروسات فنزويلي، ولد في 1945.